# Ann Clwyd
Ann Clwyd, née le 21 mars 1937 et morte le 21 juillet 2023 à Cardiff, est une personnalité politique britannique.

## Biographie
Clwyd est la fille de Gwilym Henri Lewis et d'Elizabeth Ann Lewis, née et élevée à Pentre Halkyn dans le Flintshire. Elle fait ses études à la Holywell Grammar School et à la Queen's School, à Chester, avant d'obtenir son diplôme de l'université de Bangor.
Ann Clwyd s'éteint dans sa maison de Cardiff le 21 juillet 2023 à l'âge de 86 ans.